# 敦賀信用金庫
敦賀信用金庫（つるがしんようきんこ、英語: Tsuruga Shinkin Bank）は、福井県敦賀市に本店を置く信用金庫である。
敦賀市と旧来の三方郡（美浜町と若狭町のうち旧三方町）の嶺南東部地域に店舗を構えるが、公式サイトによると営業エリアは福井県全域としている。愛称はつるしん。
マスコットキャラクターに「Purin&Moppu」を起用しており、カレンダーなどのイラストとして登場する。また、いちごのロゴマークを採用しており、封筒などに印刷されている。
2018年度決算による自己資本比率は11.87％。

## 沿革
- 1932年（昭和7年）8月22日 - 有限責任敦賀信用組合として設立する。
- 1948年（昭和23年）4月  - 市街地信用組合に転換・改組する。
- 1952年（昭和27年）1月  - 信用金庫に転換、敦賀信用金庫に改組する。
- 1982年（昭和57年）4月 - 創立50周年式典開催
- 2000年（平成12年）3月 - インターネット・モバイルバンキングの取扱開始。
- 2007年（平成19年）3月 - 福井県との間で「環境協定」を締結。
- 2013年（平成25年）2月 - でんさいネット業務の取扱いを開始[5]。
- 2019年（平成31年）4月 - 本店営業部において、北陸三県の信用金庫で初となる土日営業を開始[6][7]。

## 店舗
- 敦賀市（6店舗）
  - 本店営業部
  - 神楽支店
  - 松原支店
  - 粟野支店
  - 金山支店
  - 中央町支店
- 美浜町（1店舗）
  - 美浜支店
- 若狭町（1店舗）
  - 三方支店

## ATM

### 北陸3県信金との提携
ATMでは、北陸地方3県（富山県・石川県・福井県）内に本店を置く信用金庫（しんきん北陸トライアングルネットワークATMサービス）のカードに限ってATM利用時間内に関わらず入出金手数料が終日無料で利用できる。 また北陸三県以外の都道府県の信用金庫（しんきんATMゼロネットサービス）のカードでも平日8:45~18:00の入出金・土曜9:00~14:00の出金に限り手数料が無料で利用できる。

### 県内銀行も含めた提携
2007年（平成19年）4月27日、福井銀行、福邦銀行と県内5信用金庫(福井、越前、武生、敦賀、小浜)が、同年10月を目処にして7金融機関のキャッシュカードを持つ顧客が7金融機関が設置しているCD・ATMで、残高照会と現金引出が手数料完全無料(時間外手数料・提携手数料が無料)にする方針であることを発表し、10月1日より福井ふるさとネットサービスとして実施した。